# Košuća
Košuća je naselje v občini Kozarska Dubica, Bosna in Hercegovina. 

## Deli naselja
Banjci, Elezovača, Košuća, Ličani, Pogleđevo in Popovići. 

## Prebivalstvo
| Pregled števila prebivalcev po letih | Pregled števila prebivalcev po letih | Pregled števila prebivalcev po letih | Pregled števila prebivalcev po letih | Pregled števila prebivalcev po letih | Pregled števila prebivalcev po letih |
| ------------------------------------ | ------------------------------------ | ------------------------------------ | ------------------------------------ | ------------------------------------ | ------------------------------------ |
| 1948                                 | 1953                                 | 1961                                 | 1971                                 | 1981                                 | 1991                                 |
| -                                    | -                                    | -                                    | 350                                  | 303                                  | 271                                  |

| Narodna sestava prebivalstva po letih                                                                                      | Narodna sestava prebivalstva po letih                                                                                        | Narodna sestava prebivalstva po letih                                                                                        |
| --- | --- | --- |
| 1971 | 1981 | 1991 |
| . skupaj: 350 Srbi 347 (99,14 %) Hrvati 0 (0,00 %) Muslimani 0 (0,00 %) Jugoslovani 0 (0,00 %) drugi in neznano 3 (0,85 %) | . skupaj: 303 Srbi 270 (89,10 %) Muslimani 1 (0,33 %) Hrvati 0 (0,00 %) Jugoslovani 31 (10,23 %) drugi in neznano 1 (0,33 %) | . skupaj: 271 Srbi 245 (90,40 %) Hrvati 0 (0,00 %) Muslimani 0 (0,00 %) Jugoslovani 11 (4,05 %) drugi in neznano 15 (5,53 %) |